# Formosa agariphila
Formosa agariphila ist eine Bakterienart. Sie kommt im Meerwasser vor und wurde in Verbindung mit Algen gefunden.

## Merkmale
Die Zellen von Formosa agariphila sind etwa 0,4-0,6 Mikrometer breit und 0,8-1,2 Mikrometer lang. Sie können miteinander durch fadenförmige Strukturen verbunden sein und haben die Fähigkeit zur Knospung.
Auf dem Nährmedium marines Agar bilden die Zellen Kolonien mit einem Durchmesser von 2-4 Millimetern. Diese Kolonien sind gelb, rund und entweder flach oder konvex (leicht gewölbt). Sie können undurchsichtig oder durchscheinend sein und haben glänzende Oberflächen mit glatten Rändern. Die Kolonien sind etwas in das Agar eingedrückt.
Die Zellen des Stammes KMM 3901T von Formosa agariphila bilden ein fibrilläres Netzwerk, das die Zellen miteinander verbindet. Die Bildung eines fibrillären Netzwerks durch Flavobakterien wurde erstmals von Reichenbach beschrieben. Ähnliche Merkmale wurden auch bei Stämmen der phylogenetisch nahe stehenden Gattung Winogradskyella gefunden. Die extrazellulären Fibrillen könnten die Anheftung von Zellen an geeignete Substraten und auf der Oberfläche von Algen ermöglichen und der Bildung eines Biofilms dienen.

## Stoffwechsel und Wachstum
Die optimale Temperatur für das Wachstum von Formosa agariphila liegt zwischen 21 und 23 °C, das Bakterium kann bei Temperaturen zwischen 4 und 33 Grad Celsius wachsen. Es wird eine Salzlösung von 1-8 % NaCl toleriert.
Formosa agariphila kann z. B. Agar, Gelatine und Esculin abbauen, jedoch nicht  Casein, DNA, Tween 80, Zellulose oder Chitin. Es können Säuren aus verschiedenen Zuckern wie z. B. L-Fucose, D-Galactose und D-Glucose gebildet werden. Es produziert das Enzym β-Galactosidase. Die Zellen bilden kein Nitrit aus Nitrat und zeigen keine Produktion von H2S, Indol oder Acetoin (Voges-Proskauer-Test). Einige Stämme dieser Zellen sind empfindlich gegenüber bestimmten Antibiotika wie z. B. Ampicillin und Oleandomycin. Sie sind resistent u. a. gegenüber Benzylpenicillin, Tetracyclin und Streptomycin.

## Systematik
Die Gattung Formosa wurde 2004 von Elena P. Ivanova  mit F. algae als Typusart erstbeschrieben. Formosa agariphila wurde 2006 von
 Der GC-Gehalt von F. agariphila liegt zwischen 32 und 33 %.
Die Gattung Formosa zählt innerhalb der biologischen Systematik zu der Familie Flavobacteriaceae, welche zu der Abteilung der Bacteroidetes gestellt wird.

## Ökologie und mögliche Nutzung
Formosa agariphila wurde im Meerwasser in Verbindung mit Algen gefunden.
Es ist in der Lage, mehrere von Algen gebildete Polysaccharide (Mehrfachzucker) für den Stoffwechsel oder Aufbau von Zellmaterial zu nutzen. Die relativ langkettigen Polysaccharide werden hierbei von dem Bakterium in ihre Bestandteile (Monosaccharide) zerlegt und somit verfügbar gemacht. In dem Genom des Bakteriums wurden Gene gefunden, die auf den möglichen Abbau von mehreren Algenpolysacchariden hinweisen.  Hierzu zählen  Agar bzw. Agarose, Alginat, Polysaccharidketten aus Arabinose (Arabinan), Fucoside bzw. Fucoidan, α-Glucane (wie z. B. Stärke), Laminarin, Mannan, Ulvan, Polygalacturonan, Porphyran (ein Polysaccharid gebildet von der Rotalgengattung Porphyra) und Xylan.
Der Abbau von Ulvan wurde hierbei genauer untersucht.  Dieses Polysaccharid wird von Grünalgen der Gattung Ulva gebildet. An dem Abbau sind 12 Enzyme beteiligt, die 2019 von Lukas Reisky und Mitarbeitern genau bestimmt wurden. Es sind über 30 Gene lokalisiert worden, die hierfür zuständig sind. Dies ist von praktischen Interesse, die isolierten Enzym von F. agariphila könnten dazu genutzt werden, das von den Meeresalgen gebildetes Ulvan abzubauen und daraus z. B. Bioethanol zu bilden.